# 沃貝茲縣

53°38′N 15°37′E / 53.633°N 15.617°E
沃貝茲縣（波蘭語：Powiat łobeski），是波蘭的縣份，位於該國西北部，由西波美拉尼亞省負責管轄，首府設於沃貝茲，面積1,065平方公里，2014年人口37,931，人口密度每平方公里36人。